# Plattycantha acuta
Plattycantha acuta – gatunek ważki z rodziny żagnicowatych (Aeshnidae). Znany tylko z okazów typowych odłowionych w latach 1932–1935 w górach Pegunungan Cycloop w północnej części Nowej Gwinei.